# Brachybaenus studti
Brachybaenus studti är en insektsart som först beskrevs av Griffini 1911.  Brachybaenus studti ingår i släktet Brachybaenus och familjen Gryllacrididae. Inga underarter finns listade i Catalogue of Life.